# Haszavjurti járás
A Haszavjurti járás (oroszul: Хасавюртовский район) Oroszország egyik járása Dagesztánban. Székhelye Haszavjurt.

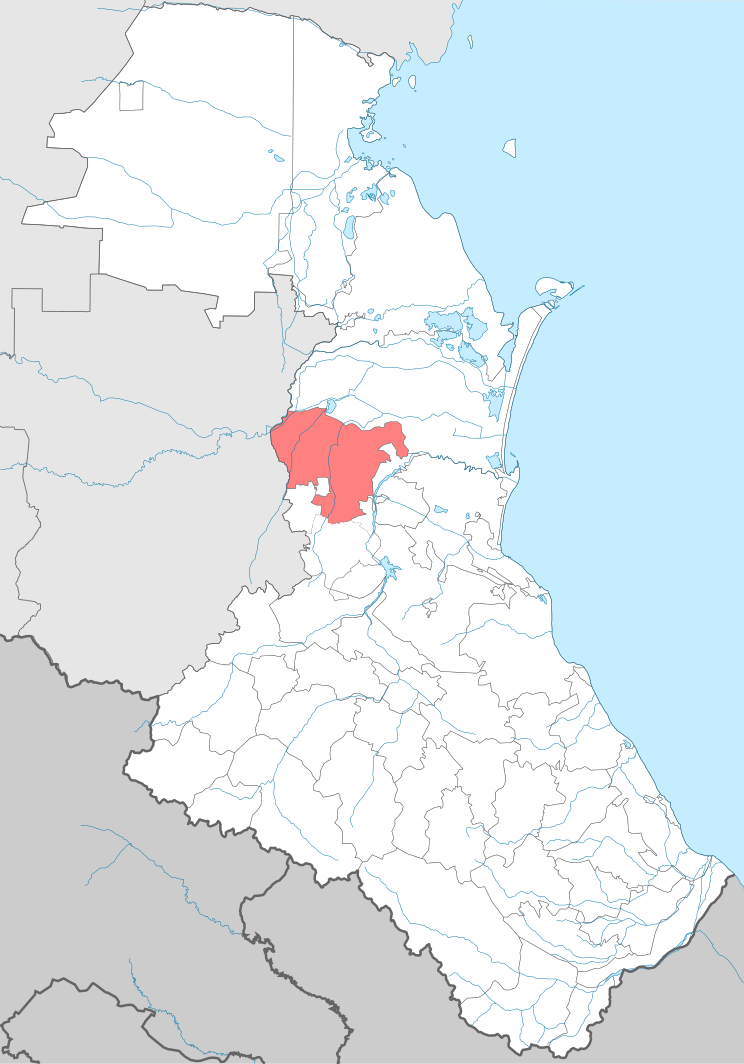
A Haszavjurti járás Dagesztánban

## Népesség
- 1989-ben 91 082 lakosa volt, melyből 29 989 avar (32,9%), 25 799 kumik (28,3%), 22 944 csecsen (25,2%), 5 908 lezg (6,5%), 4 782 dargin (5,3%), 513 lak, 444 orosz, 72 nogaj, 33 azeri, 31 agul, 27 tabaszaran, 4 rutul.
- 2002-ben 125 454 lakosa volt, melyből 40 068 kumik (31,9%), 38 282 avar (30,5%), 32 277 csecsen (25,7%), 7 414 lezg (5,9%), 6 379 dargin (5,1%), 348 lak, 298 orosz, 42 azeri, 26 nogaj, 14 tabaszaran, 5 rutul, 1 agul.
- 2010-ben 141 232 lakosa volt, melyből 44 360 avar (31,4%), 43 321 kumik (30,7%), 36 391 csecsen (25,8%), 7 613 dargin (5,4%), 7 475 lezg (5,3%), 343 orosz, 322 lak, 33 azeri, 31 nogaj, 19 tabaszaran, 7 rutul, 6 agul.